# Bernard Vukas
Bernard Vukas  (né le 1er mai 1927 à Zagreb - mort le 4 avril 1983 à Zagreb) était un footballeur croate, international yougoslave, qui jouait au poste d'attaquant.

## Clubs
- 1938 - 1945 : Concordia Zagreb
- 1945 - 1946 : Amater Zagreb
- 1946 - 1947 : NK Zagreb
- 1947 - 1957 : Hajduk Split
- 1957 - 1958 : AC Bologna
- 1958 - 1963 : Hajduk Split
- 1963 - 1967 : Austria Klagenfurt, Grazer AK, SV Kapfenberg
- 1967 - 1968 : Hajduk Split

## Équipe nationale
- 59 sélections et 22 buts en équipe de Yougoslavie entre 1948 et 1957
- 2 médailles d'argent aux Jeux olympiques de 1948 et 1952
- 2 participations à une phase finale de coupe du monde en 1950 et 1954